# Lefors, Texas
Lefors là một thị trấn thuộc quận Gray, tiểu bang Texas, Hoa Kỳ. Năm 2010, dân số của thị trấn này là 497 người.

## Dân số
- Dân số năm 2000: 559 người.
- Dân số năm 2010: 497 người.